# Idoia Ochoa
Idoia Ochoa Álvarez (San Sebastián, Guipúzcoa, 1985) es una ingeniera española especializada en el campo de las tecnologías emergentes en el área de la biotecnología y medicina, que ha publicado dos patentes en Estados Unidos.
A lo largo de su carrera investigadora ha trabajado en la homogeneización de sistemas con algoritmos que ayudan a analizar el genoma de cada paciente, siendo uno de sus mayores logros la programación de estos algoritmos permitiendo comprimir los archivos en los que guardamos el genoma humano.

## Trayectoria
Ochoa estudió en Tecnun, Escuela de Ingenieros de la Universidad de Navarra- Curso Sistema de Telecomunicación. Cuando finalizó sus estudios, fue becada por La Caixa (2010) para realizar un máster y el doctorado en la Universidad de Stanford, en la que se gradúa en 2016. Durante el máster, se especializó y publicó como trabajo fin de máster Iterative Decoding Techniques for the Relay Channel. Posteriormente, realiza la tesis doctoral titulada Genomic Data Compression and Processing: Theory, Models, Algorithms, and Experiments.
Desde enero de 2017 trabaja como profesora asociada en la Universidad de Illinios en Urbana-Champaign. También forma parte del departamento de Ingeniería Eléctrica y Electrónica de Tecnun, en la Universidad de Navarra. Ha participado en numerosos seminarios y conferencias que han enriquecido su carrera investigadora.
Ochoa es considerada un referente entre las minoría de mujeres dedicadas a la ciencia e investigación en Europa y trata de visibilizar la existencia de una brecha de género en el campo de la ingeniería a nivel mundial. En todo caso, señala que los datos son aún más preocupantes en Estados Unidos, donde en las clases hay tan solo cinco mujeres en clases de 120 personas, aunque destaca que nunca se ha sentido discriminada en su labor como investigadora.

### Publicaciones
La contribución en la investigación científica de Ochoa se extiende en cerca de 50 artículos académicos y científicos publicados. También tiene unas 354 citaciones en otros artículos. Su tesis doctoral se titula Genomic Data Compression and Processing: Theory, Models, Algorithms, and Experiments (Compresión y procesamiento de datos genómicos: Teoría, modelos, algoritmos y experimentos).

## Reconocimientos
Recién licenciada, en 2010, obtiene una beca por La Caixa para seguir cursando estudios superiores en Estados Unidos. Desde entonces ha conseguido otras becas como la concedida por la Strategic Research Initiative desde UIUC o la Chan Zuckerberg Initiative.
En 2019 ha sido reconocida como una de las 35 jóvenes más innovadoras de Europa en 2019 por la MIT Technology Review, del Instituto de Tecnología de Massachusetts. Dicho premio ha sido concedido por su investigación sobre algoritmos que facilitan el procesamiento de los datos sobre el genoma humano, un importante hallazgo que permite el avance de la medicina personalizada.